# Акмектеп (Тарбагатайський район)
Акмектеп (каз. Ақмектеп) — село у складі Тарбагатайського району Східноказахстанської області Казахстану. Входить до складу Карасуського сільського округу.
Населення — 289 осіб (2021; 366 у 2009, 524 у 1999, 828 у 1989).
Національний склад станом на 1989 рік:
- казахи — 100 %

Станом на 1989 рік село називалось Біла школа.